# Costra (medicina)

Una costra  es una formación cutánea temporal, de color rojo o pardo, constituido por plaquetas y sangre, que cubre una herida al cicatrizarse y que sirve de barrera protectora para la dermis en regeneración. Es un tipo de lesión dermatológica secundaria.

## Fisiopatología
Una costra es una formación sólida seca que se superpone a una lesión cutánea exudativa, segregante o hemorrágica, que se deshace fácilmente entre los dedos y está constituida por el exudado, el pus y la sangre desecados. Al proceso de formación de la costra se le denomina incrustación o encostración.
Constituye una lesión elemental secundaria producida por la desecación de un exudado o secreción (serosidad, sangre o pus) que se forma sobre la superficie de la piel como consecuencia de una herida.